# コプト正教会

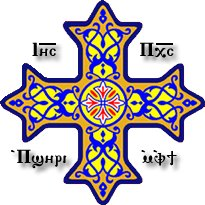
現代のコプト十字

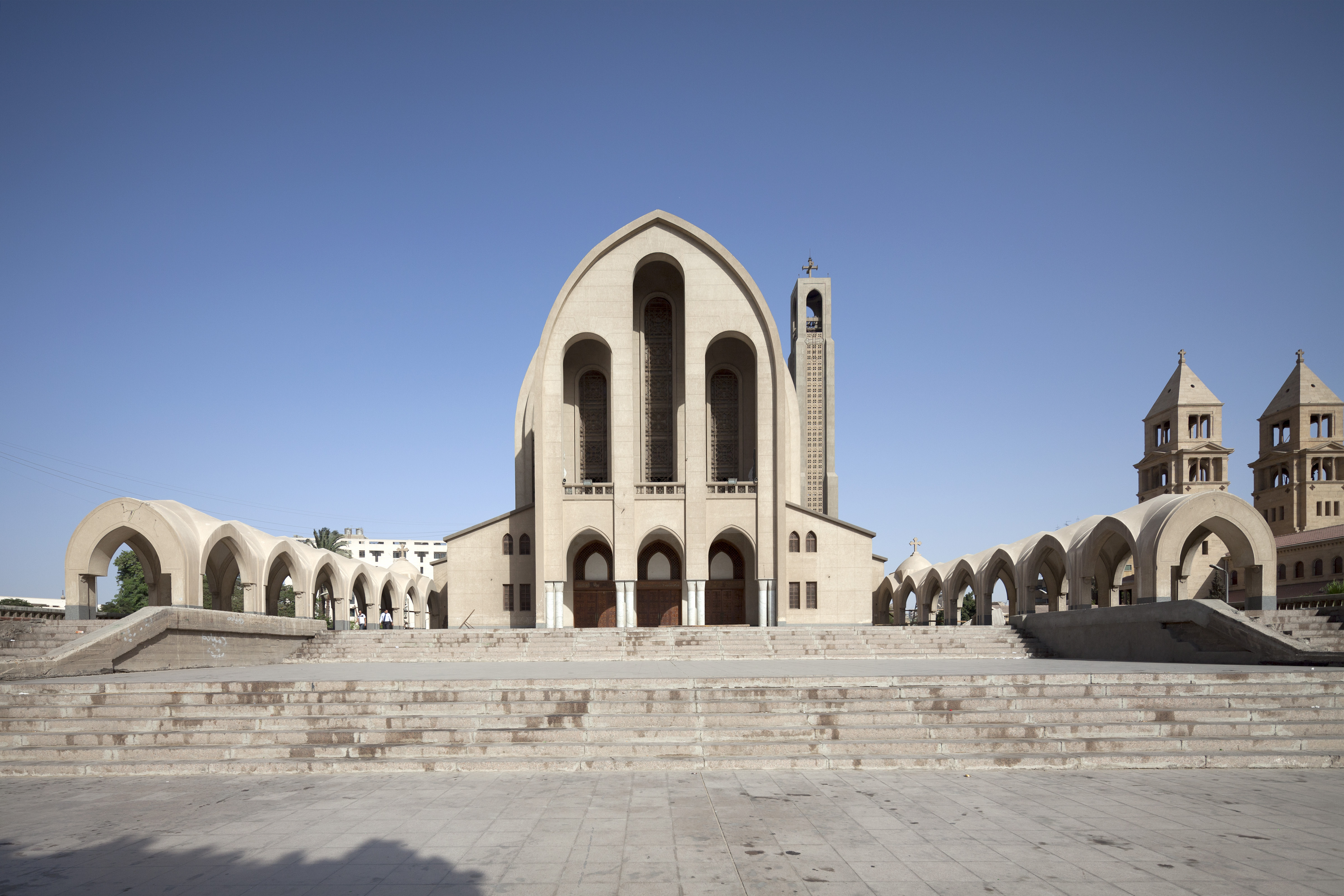
カイロにある聖マルコ大聖堂

コプト正教会（コプトせいきょうかい、コプト語: Ϯⲉⲕ'ⲕⲗⲏⲥⲓⲁ 'ⲛⲣⲉⲙ'ⲛⲭⲏⲙⲓ 'ⲛⲟⲣⲑⲟⲇⲟⲝⲟⲥ, ラテン文字転写: ti.eklyseya en.remenkimi en.orthodoxos, 英語: Coptic Orthodox Church / Coptic Christianity、アラビア語: الكنيسة القبطية الأرثوذكسية）は、キリスト教・非カルケドン派正教会（東方諸教会）の一つで、エジプトを中心として発展した教派。北アフリカがイスラム化した後もエジプトに暮らすキリスト教徒をコプトと呼ぶ。コプト教会とも。
コプト典礼カトリック教会は東方典礼カトリック教会に属する教会であり、コプト正教会とは別の組織である。

## 概要

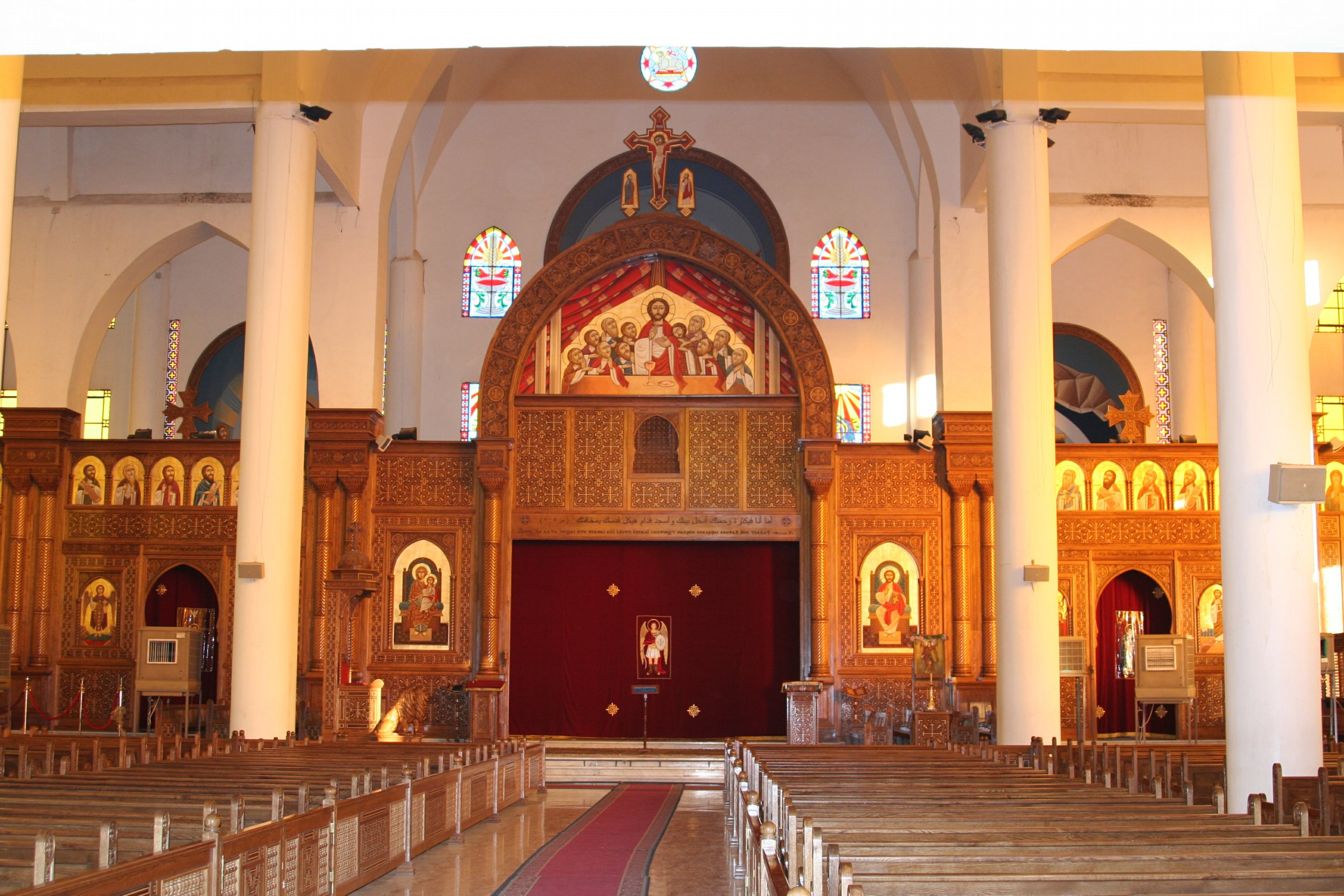
アスワン（エジプト）にある、コプト正教会の聖ミカエル大聖堂の内観。正面に見えるのは正教会（ギリシャ正教）とほとんど同様のイコノスタシス。

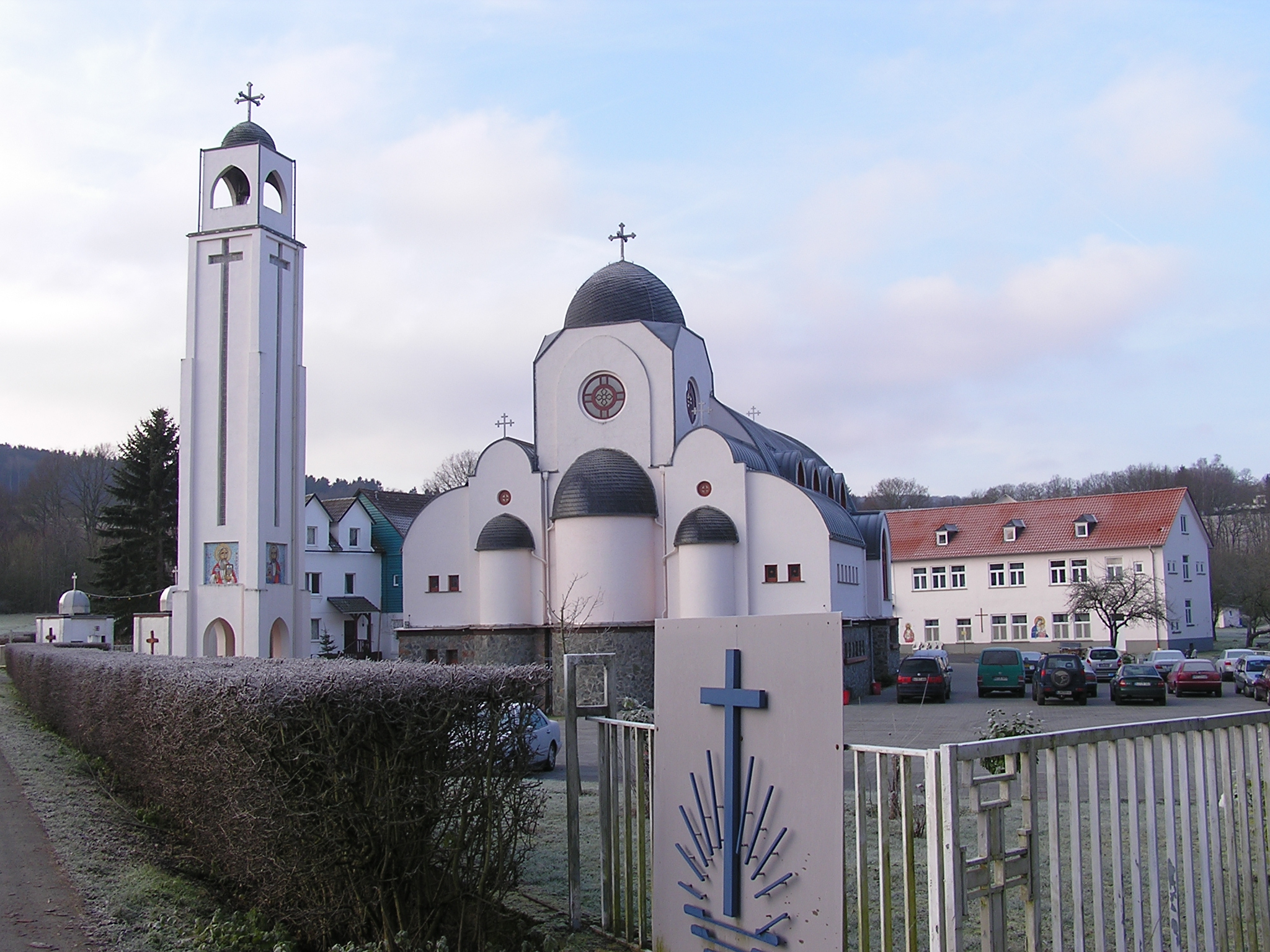
ドイツにあるコプト正教会の修道院。

### 歴史
伝承では、1世紀（42年頃）に福音記者マルコが当時のエジプトの首都であったアレクサンドリアに立てた教会（アレクサンドリア教会）が起源である。
451年のカルケドン公会議（第四全地公会議）の後、カルケドン派（現在のキリスト教多数派）と分立した。カルケドン公会議に端を発するカルケドン派と非カルケドン派の対立は次第に深刻さを増し、6世紀後半には非カルケドン派の教会がシリアやエジプトで相次いで設立された。
619年、サーサーン朝ペルシア帝国に支配される。639年、イスラム帝国に支配される。
1321年、マムルーク朝のスルタン・ナースィル・ムハンマドの支配下で、ほとんどの教会や修道院が焼き討ちにあい、イスラム教への改宗を迫られ、信徒数は減少。
1882年、エジプトは実質的にイギリスの支配下となり、宗教的自由がもたらされる。
1899年、コプト典礼カトリック教会が分立。
1959年、エチオピア正教会が分離独立。
1998年、エリトリア正教会がエチオピア正教会から分離独立。

### 教義・様式
ニカイア・コンスタンティノポリス信条を告白し、聖母マリアを「神の母（テオトコス）」として崇敬する。『マタイによる福音書』に聖家族のエジプト逃避の記事があることから、コプト正教会におけるマリア崇敬は極めて盛んである。
単性論を採ると言われることがあるが、コプト正教会は自身の教理を合性論とし、単性論と見なされるのを拒絶しており、「単性論教会」を自称しない。カルケドン公会議の裁定を不服とすることで分立した教会であるため、より中立的な呼び名・分類としては非カルケドン派正教会がある。
典礼言語には、古代エジプト語の末裔であるコプト語と、アラビア語が用いられる。教会暦にはディオクレティアヌス紀元とコプト暦を用いる。洗礼は原則的に全浸礼のみを認める。その他の教義や様式には、ギリシャ正教系の正教会との共通点が多い。
なお、「コプト教」と称して、キリスト教から分派して独特の変容を遂げたエジプト土着の宗教であるかのような見方がされることがあるが、これは誤解である。古代教会からの歴史と伝統を忠実に受け継ぎ、「正教会」（Orthodox Church）を自認する、れっきとしたキリスト教の一派であり、「コプト教」という呼称は不適切である。

### 他教派との関係
相互領聖関係（＝教派間において、聖餐におけるパンとぶどう酒を互いに領食することを認めること）については、同じく非カルケドン派であるアルメニア使徒教会、シリア正教会、エチオピア正教会等との間でフル・コミュニオン（完全相互領聖）の関係にある。
ギリシャ系の正教会など他のカルケドン派の正教会との間においては今のところ相互領聖は認められていないが、ここ近年の関係は改善しつつあると言われている。2001年、コプト正教会とカルケドン派のアレキサンドリア総主教庁は、互いの教会で行われた洗礼が相互に有効であることを確認し、互いの教会の婚配機密が有効であると認めることに合意した。これにより、カルケドン派の正教徒とコプト正教徒のパートナーが婚配機密を受ける際の障害が取り払われた。

## 組織

### 教皇アレクサンドリア総主教

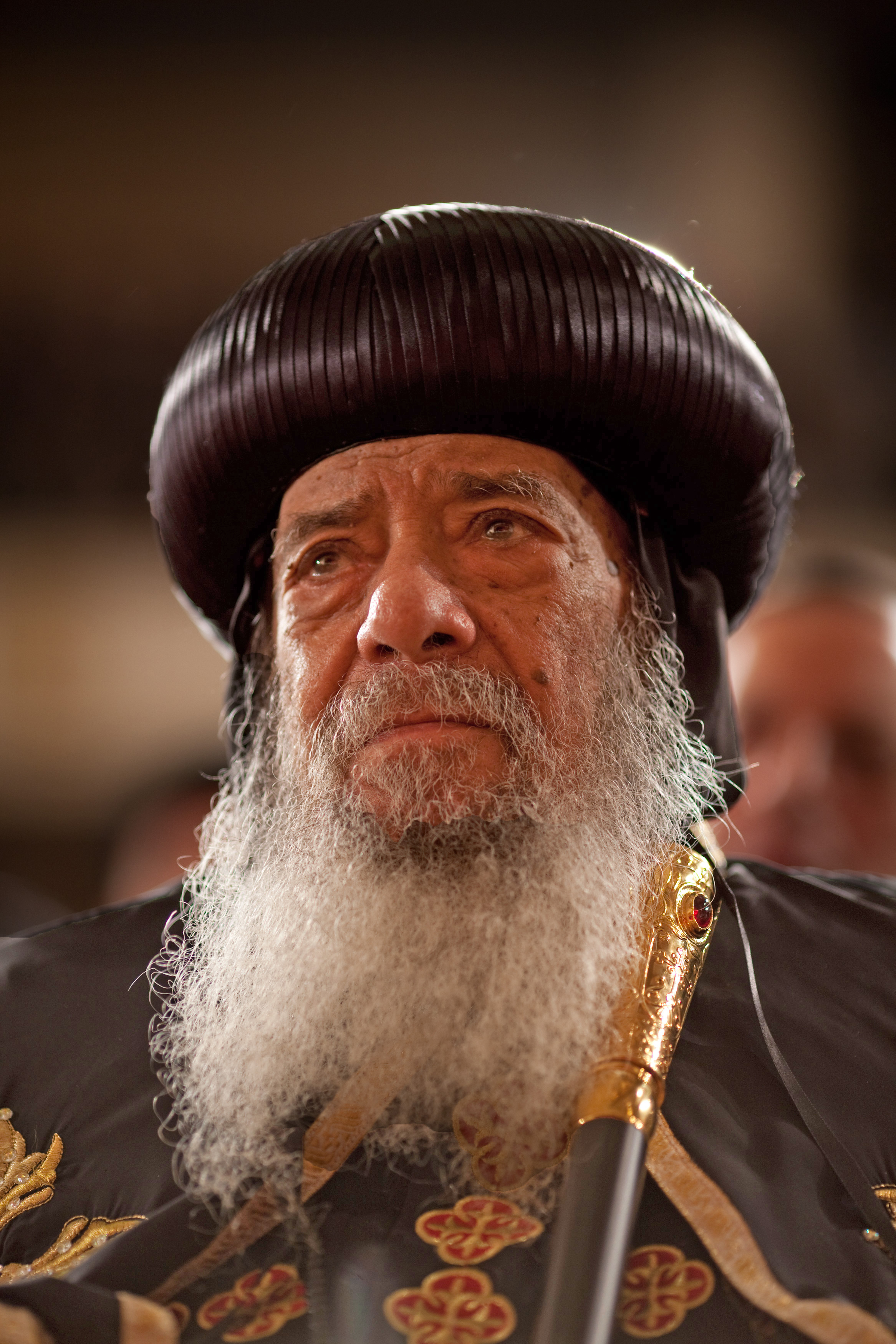
シェヌーダ3世：コプト正教会の教皇アレクサンドリア総主教

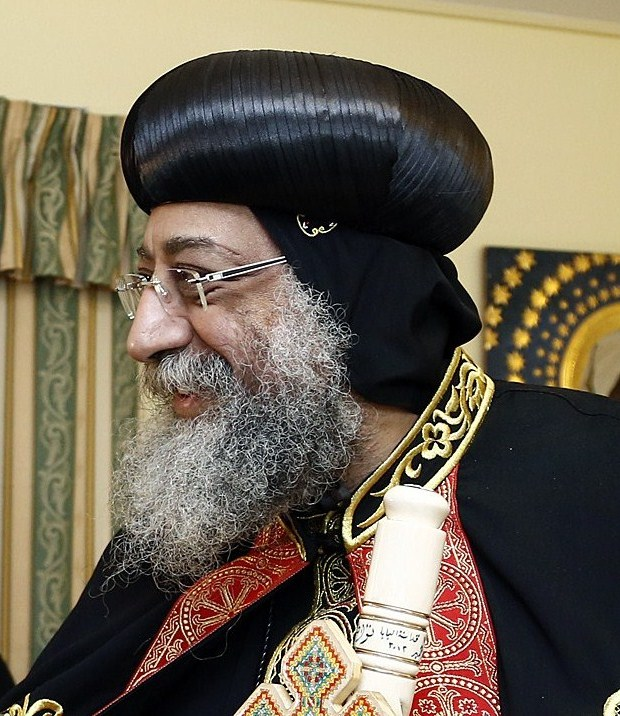
コプト正教会の現アレクサンドリア総主教タワドロス2世。

教会の代表者は、「アレクサンドリアのパパ（教皇）大主教並びに聖マルコ管区および全アフリカの総主教」（通称「コプト教皇」）である。但しアレクサンドリア総主教/総大司教は、コプト正教会だけではなく東方正教会（ギリシャ正教）とコプト典礼カトリック教会にそれぞれ存在する（コプト典礼カトリック教会のアレクサンドリア総大司教は、「パパ（教皇）」の称号を持たない）。
名目上は古代五総主教座の称号を受け継ぎ「アレクサンドリア総主教」であるが、11世紀以降はエジプトの首都カイロに聖座がある。主教座聖堂はカイロの聖マルコ・コプト正教会大聖堂である。
2012年3月17日、教皇であったシェヌーダ3世が死去。2012年11月4日、第118代教皇にタワドロス主教がタワドロス2世として選出された。

### 信者数
現在、エジプト・スーダン・南スーダン及びエチオピア・エリトリア、またディアスポラとしては米国・オーストラリアを中心に、総計5千万人のコプト系キリスト教徒がいる。エジプトにおけるコプト正教会信者の割合は、統計上5%であるが、実数は1割であるともいわれる。
1959年にエチオピア正教会、1998年にエリトリア正教会が分離したが、教理上の違いはない。また両教会は、コプト正教会の教皇アレクサンドリア総主教の名誉的首位を認めている。

## 活動

### 日本国内における活動

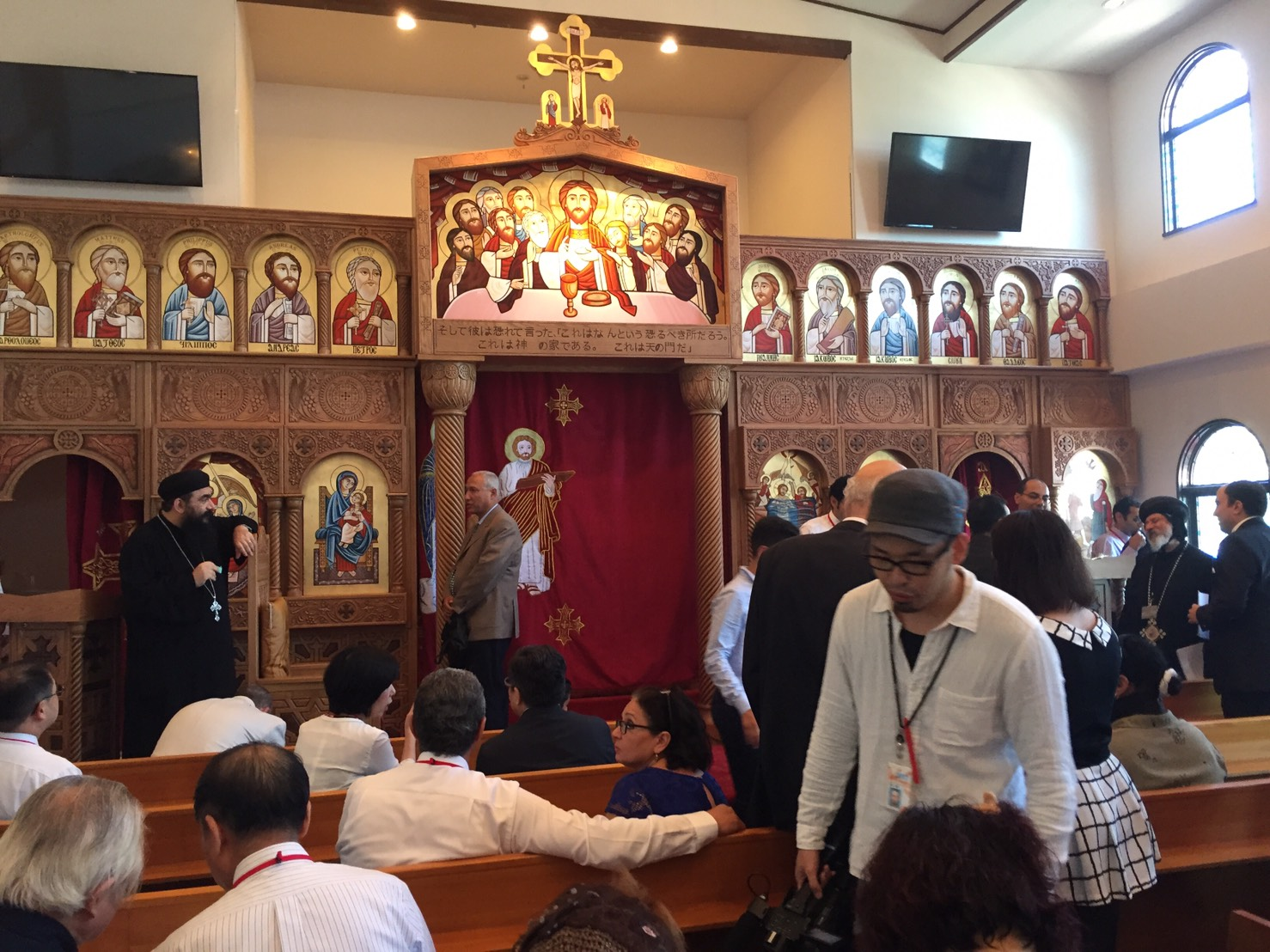
聖母マリア・聖マルコ日本コプト正教会（2017年コプト教皇来日時）

2004年から「聖ジョージ日本コプト正教会」が、鳥取県倉吉市の仮聖堂で日本での礼拝を行い始めた。教会管区はオーストラリアのシドニー司教区に属する。
2016年6月2日、オーストラリアから来日したダニエル司教とジョシュア司祭の司式により、基督兄弟団成増教会（東京都練馬区）を借りて礼拝（聖体礼儀）が行われた。
同年7月18日、京都府木津川市の旧カリスチャペル京阪奈（プロテスタント単立教会）の会堂を譲り受け、正式な教会として「聖母マリア・聖マルコ日本コプト正教会」が開設された。その後、聖堂内部にエジプトの職人によって作られたイコノスタシスなどを設置するリフォームを行った。
同年12月16日、日本キリスト教連合会に加盟。2017年には初めての入信者が洗礼を受けた。
2017年8月末には、コプト正教会教皇として初めてタワドロス2世が訪日。27日には聖母マリア・聖マルコ日本コプト正教会で礼拝（聖堂聖別式、聖体礼儀）を行ったほか、29日には河野太郎外務大臣と会見を行った。
2019年6月1日には、日本聖公会東京教区主教座聖堂である聖アンデレ教会を借りて聖体礼儀が行われた。
日本における信者は少人数。仕事や結婚、留学などで来日しているエジプト人、スーダン人、エチオピア人などのコプト正教徒が多数を占める。また、エジプトにて信仰を知り入信した日本人信者や、日本人助祭もいる。
なお、同教会では日本語のキリスト教用語に、主としてカトリック教会の用語（秘跡、帰天など）、一部に日本ハリストス正教会の用語（聖体礼儀など）を採用している。

## イスラム教との関係
エジプトは憲法で信教の自由を保障しており、基本的にはムスリムとコプトの間で差別はないことになっている。エジプトの大ムフティー（高位のイスラム法学者、指導者）であったアリー・ゴマアは、「イスラム教徒は自由に改宗することができる」とするファトワ（宗教令）を2007年に出している。これを根拠としてイスラームからコプトへ改宗する者がわずかながらも出てきている。しかし、少数派という現実と、ファトワがあるとはいえイスラームからコプトへの改宗は不可能ともいえるほど難しく、事実上コプトからムスリムへの改宗のみが容認されていることから、ズィンミー制度の残滓に基づく差別ではないかと国内のコプト正教徒を中心に批判を浴びている。

### コプト教会爆破事件
2011年1月1日、アレクサンドリアの教会前で自動車に仕掛けられた爆弾が爆発し、教会と付近のモスクが激しく損傷を受けた。この爆発で少なくとも21人が死亡、79人が負傷。負傷者8人にはムスリムも含まれている。
この事件に対し、当日にはアレクサンドリアで、翌日2日にはカイロで、コプト正教徒が抗議デモを行い、参加者の一部は暴徒化した。弔問に訪れてシェヌーダ3世と会談したオスマーン・ムハンマド・オスマーン経済開発相らが乗った乗用車にも投石が行われたほか、暴徒化した1,000人ほどが現地警察機動隊と衝突し、投石が行われた。警察官40人ほどが軽傷を負ったと報道されている。
1月2日には、犠牲者を悼む礼拝がアレクサンドリアの教会で行われた。このとき教会前で爆発事件に対する抗議デモを行っていた数百名が警察に排除され、近くのゴミ箱に火をつけるなどの騒ぎがあった。捜査当局は約20人を拘束して取調べを行っているが、1月2日の段階で事件への直接的関与を示す証拠は出ていない。ホスニー・ムバーラク大統領は、今回の事件に外国人が関与していることを述べ、内務相はアルカーイダなど外国のイスラム系武装勢力が関与している蓋然性を示唆している。
エジプトのメディアは、エジプト国内のムスリムとキリスト教徒の衝突が拡大すれば宗教的内戦の危険があると懸念し、エジプト人口8,000万人(2011年発言当時)のうち約1割を占めているコプト正教会信徒が少数派として差別されていると訴えている現状につき、政府は改善を行うべきであると提言している。

## 著名な信者
- ブトロス・ブトロス＝ガーリ - 元国際連合事務総長
- ハニ・ラムズィ - 元プロサッカー選手、サッカー指導者
- ラフィーク・ハビーブ - 自由公正党副党首。コプト正教徒だが、ムスリム同胞団系の政党幹部を務めている。
- ナギーブ・サウィーリス - 実業家。自由エジプト人党を結成。北朝鮮と親密。
- サラーマ・ムーサ - ジャーナリスト
- ラミ・マレック - 俳優

## 参考資料
- Wolfgang Kosack: Der koptische Heiligenkalender Deutsch - Koptisch - Arabisch nach den besten Quellen neu bearbeitet und vollständig herausgegeben mit Index Sanctorum koptischer Heiliger, Index der Namen auf Koptisch, Koptische Patriarchenliste, Geografische Liste. Christoph Brunner, Berlin 2012, ISBN 978-3-9524018-4-2.
- Wolfgang Kosack, Novum Testamentum Coptice. Neues Testament, Bohairisch, ediert von Wolfgang Kosack. Novum Testamentum, Bohairice, curavit Wolfgang Kosack. / Wolfgang Kosack. neue Ausgabe, Christoph Brunner, Basel 2014. ISBN 978-3-906206-04-2.
- コプト正教会・礼拝風景（聖体礼儀=聖餐式） その１ Mary and Archangel Michael Church in Houston ,USA
- コプト正教会・礼拝風景（聖体礼儀=聖餐式） その２ The Heavenly Cathedral in Sharam El-Sheikh South Sinai ,Egypt